# 塞尔维亚足球超级联赛
塞尔维亚足球超级联赛（羅馬化：Super liga Srbije），目前因赞助而被冠名为Mozzart SuperLiga，是塞尔维亚足球协会组织的职业足球联赛，是塞尔维亚联赛系统中最高等级的联赛。目前联赛共有16支参赛球队，其中以贝尔格莱德红星、游擊隊最为知名。

## 聯賽制度
联赛的前身包括了国家第一次分裂前的南斯拉夫足球甲级联赛（1923–1992年）和第二次分裂前的塞尔维亚和黑山足球甲级联赛（1992–2006年）。自2006–07赛季开始，由于黑山独立，塞尔维亚超级联赛的球队规模降为12支。塞尔维亚足协在2007–08赛季开赛前讨论了联赛扩军的问题，并于2009–10赛季正式扩军为16支队伍。
联赛常规赛阶段实行主客场双循环赛制，共进行30轮比赛，每场赛事胜者得3分，平局两队各得1分，负者不得分。自2015–16赛季开始，联赛恢复了之前的季后赛制度，常规赛结束时排名1–8的球队进入争冠组附加赛，排名9–16的球队进入保级组附加赛，附加赛实行单循环赛制，球队之间只进行一场比赛。保级组附加赛最后2名的球队将降入塞尔维亚足球甲级联赛，而倒数第3、第4名将与甲级联赛的第3、第4名进行升降级附加赛。

## 欧洲赛事资格
每年参加欧洲赛事的资格与具体轮次均由上年塞尔维亚的歐洲足協系數决定。自2021-22赛季起：
- 超级联赛冠军：进入欧洲冠军联赛
- 超级联赛亚军和季军：进入欧洲协会联赛

2022-23赛季，因俄罗斯被禁赛，塞尔维亚超级联赛冠军历史上首次直接进入欧洲冠军联赛小组赛阶段。

## 參賽球隊
2024–25年塞爾維亞足球超級聯賽參賽隊伍共有 16 支。
| 中文名稱       | 英文名稱              | 所在城市     | 上季成績      |
| -------------- | --------------------- | ------------ | ------------- |
| 貝爾格萊德紅星 | Red Star Belgrade     | 貝爾格萊德   | 第 1 位       |
| 柏迪遜         | FK Partizan           | 貝爾格萊德   | 第 2 位       |
| TSC            | FK TSC                | 巴奇卡托波拉 | 第 3 位       |
| 禾獲甸拿       | FK Vojvodina          | 伏伊伏丁那   | 第 4 位       |
| 拉德尼基       | FK Radnički 1923      | 克拉古耶瓦茨 | 第 5 位       |
| 古卡歷斯基     | FK Cukaricki          | 貝爾格萊德   | 第 6 位       |
|                | FK Mladost Lučani     | 盧查尼       | 第 7 位       |
| 拿比達克       | FK Napredak Kruševac  | 克魯舍瓦茨   | 第 8 位       |
| 諾維柏沙       | FK Novi Pazar         | 新帕扎爾     | 第 9 位       |
| 蘇博迪卡       | FK Spartak Subotica   | 蘇博蒂察     | 第 10 位      |
| IMT            | FK IMT                | 新貝爾格萊德 | 第 11 位      |
| 雷尼基利斯     | FK Radnicki Nis       | 尼什         | 第 12 位      |
| 些列尼卡       | FK Železničar Pančevo | 潘切沃       | 第 14 位      |
| OFK貝爾格萊德  | FK Vozdovac           | 貝爾格萊德   | 甲組，第 1 位 |
| 耶迪斯托       | FK Jedinstvo Ub       | 烏布         | 甲組，第 2 位 |
| 特克斯蒂拉茨   | FK Tekstilac Odžaci   | 奥扎齐       | 甲組，第 3 位 |

## 歷屆冠軍
以下為歷屆聯賽冠軍：
南斯拉夫王國時期：
- 1923：薩格勒布格丹斯基
- 1924：
- 1925：
- 1926：薩格勒布格丹斯基
- 1927：夏德
- 1928：薩格勒布格丹斯基
- 1929：夏德
- 1930：
- 1930–31：BSK貝爾格萊德
- 1931–32：
- 1932–33：BSK貝爾格萊德
- 1933–34：沒有舉辦
- 1934–35：BSK貝爾格萊德
- 1935–36：BSK貝爾格萊德
- 1936–37：薩格勒布格丹斯基
- 1937–38：克羅地亞學院
- 1938–39：BSK貝爾格萊德
- 1939–40：薩格勒布格丹斯基

南斯拉夫社會主義聯邦共和國時期：
- 1945：塞尔维亚社会主义共和国
- 1946–47：柏迪遜
- 1947–48：薩格勒布戴拿模
- 1948–49：柏迪遜
- 1950：夏德
- 1951：貝爾格萊德紅星
- 1952：夏德
- 1952–53：貝爾格萊德紅星
- 1953–54：薩格勒布戴拿模
- 1954–55：夏德
- 1955–56：貝爾格萊德紅星
- 1956–57：貝爾格萊德紅星
- 1957–58：薩格勒布戴拿模
- 1958–59：貝爾格萊德紅星
- 1959–60：貝爾格萊德紅星
- 1960–61：柏迪遜
- 1961–62：柏迪遜
- 1962–63：柏迪遜
- 1963–64：貝爾格萊德紅星
- 1964–65：柏迪遜
- 1965–66：禾獲甸拿
- 1966–67：薩拉熱窩
- 1967–68：貝爾格萊德紅星
- 1968–69：貝爾格萊德紅星
- 1969–70：貝爾格萊德紅星
- 1970–71：夏德
- 1971–72：薛謝斯歷卡
- 1972–73：貝爾格萊德紅星
- 1973–74：夏德
- 1974–75：夏德
- 1975–76：柏迪遜
- 1976–77：貝爾格萊德紅星
- 1977–78：柏迪遜
- 1978–79：夏德
- 1979–80：貝爾格萊德紅星
- 1980–81：貝爾格萊德紅星
- 1981–82：薩格勒布戴拿模
- 1982–83：柏迪遜
- 1983–84：貝爾格萊德紅星
- 1984–85：薩拉熱窩
- 1985–86：柏迪遜
- 1986–87：柏迪遜
- 1987–88：貝爾格萊德紅星
- 1988–89：禾獲甸拿
- 1989–90：貝爾格萊德紅星
- 1990–91：貝爾格萊德紅星
- 1991–92：貝爾格萊德紅星

南斯拉夫联盟共和国時期：
- 1992–93：柏迪遜
- 1993–94：柏迪遜
- 1994–95：貝爾格萊德紅星
- 1995–96：柏迪遜
- 1996–97：柏迪遜
- 1997–98：
- 1998–99：柏迪遜
- 1999–2000：貝爾格萊德紅星
- 2000–01：貝爾格萊德紅星
- 2001–02：柏迪遜

塞爾維亞和黑山時期：
- 2002–03：柏迪遜
- 2003–04：貝爾格萊德紅星
- 2004–05：柏迪遜
- 2005–06：貝爾格萊德紅星

塞爾維亞時期：
- 2006–07：貝爾格萊德紅星
- 2007–08：柏迪遜
- 2008–09：柏迪遜
- 2009–10：柏迪遜
- 2010–11：柏迪遜
- 2011–12：柏迪遜
- 2012–13：柏迪遜
- 2013–14：貝爾格萊德紅星
- 2014–15：柏迪遜
- 2015–16：貝爾格萊德紅星
- 2016–17：柏迪遜
- 2017–18：貝爾格萊德紅星
- 2018–19：貝爾格萊德紅星
- 2019–20：貝爾格萊德紅星
- 2020–21：貝爾格萊德紅星
- 2021–22：貝爾格萊德紅星
- 2022–23：貝爾格萊德紅星
- 2023–24：貝爾格萊德紅星
- 2024–25：貝爾格萊德紅星

## 赞助商
- Nike：2006年–2014年
- 茵宝：2014年至今

## 外部連結
- 塞尔维亚足球超级联赛 Meridian SuperLiga
- Meridian SuperLiga